# Lupicinus von Condat
Lupicinus von Condat (* um 400 im Burgund; † um 480 in Saint-Claude) war ein Eremit, Klostergründer und ist ein Heiliger.

## Leben
Lupicinus war der Bruder von Romanus von Condat und folgte ihm in die Wälder des Jura. Zusammen mit seinem Bruder gründete er mehrere Klöster, unter anderem Condat (heute Saint-Claude), Leuconne, mit seiner Schwester Iola das Frauenkloster La Beaume (heute Saint-Romain-de-Roche) und wahrscheinlich auch Romainmôtier im Kanton Waadt (Schweiz). Nach dem Tod von Romanus im Jahr 463 oder 464 wurde Lupicinus Abt des Klosters Condat. Er starb um 480 und wurde in Leuconne (heute Saint-Lupicin) bestattet.

## Gedenktag
Sein Gedenktag ist der 28. Februar (zusammen mit dem hl. Romanus) oder der 21. März.